# Кротоне (футбольний клуб)
«Кротоне» (італ. Football Club Crotone SRL) — італійський футбольний клуб з однойменного міста. Грає на стадіоні «Еціо Шида», який вміщує 9 631 глядача.

## Історія
Клуб засновано в 1923 році. Перший трофей завоювала в сезоні 1958—1959. Значну кількість своїх нагород здобула в 1980-1990-х роках. Двічі була банкрутом. У сезоні 2014/15 була близькою до вильоту, але залишилася в Серії В. А в наступному сезоні зайняла там 2 місце й вийшла до еліти. Таким чином в сезоні 2016/17 дебютувала Серії A, де посіла 17-те місце і зберегла місце в еліті. Наступний сезон завершила одним рядком турнірної таблиці нижче, що значило пониження в класі і повернення до другого дивізіону.
З другої спроби, 2020 року, здобула право повернутися до найвищого італійського дивізіону.

## Поточний склад
Станом на 6 жовтня 2020
| №  | Поз. | Нац.      | Гравець                |
| -- | ---- | --------- | ---------------------- |
| 1  | ВР   | Італія    | Алекс Кордац (капітан) |
| 3  | ЗХ   | Італія    | Джузеппе Куомо         |
| 5  | ЗХ   | Сербія    | Владимир Големич       |
| 6  | ЗХ   | Аргентина | Лісандро Магальян      |
| 7  | ПЗ   | Італія    | Маттіа Мустаккіо       |
| 8  | ПЗ   | Італія    | Лука Чигарині          |
| 10 | ПЗ   | Лівія     | Агмад Беналі           |
| 11 | НП   | Румунія   | Денис Дрегуш           |
| 13 | ЗХ   | Італія    | Себастьяно Луперто     |
| 14 | ПЗ   | Італія    | Джованні Крочата       |
| 16 | ВР   | Італія    | Марко Феста            |
| 17 | ПЗ   | Італія    | Сальваторе Моліна      |
| 19 | ПЗ   | Хорватія  | Томислав Гомельт       |
| 20 | ПЗ   | Чилі      | Луїс Рохас             |
| 21 | ПЗ   | Італія    | Нікколо Дзанеллато     |

| №  | Поз. | Нац.        | Гравець           |
| -- | ---- | ----------- | ----------------- |
| 22 | ВР   | Італія      | Джан Марко Креспі |
| 23 | ПЗ   | Італія      | Антоніо Маццотта  |
| 25 | НП   | Нігерія     | Сімі              |
| 26 | ЗХ   | Кот-д'Івуар | Коффі Джіджі      |
| 28 | НП   | Італія      | Лука Сілігарді    |
| 30 | ПЗ   | Бразилія    | Жуніор Мессіас    |
| 32 | ЗХ   | Португалія  | Педро Перейра     |
| 33 | ЗХ   | Італія      | Андреа Рісполі    |
| 34 | ЗХ   | Італія      | Лука Марроне      |
| 44 | ПЗ   | Італія      | Якопо Петріччоне  |
| 69 | ЗХ   | Польща      | Аркадіуш Реца     |
| 77 | ПЗ   | Сербія      | Милош Вулич       |
| 95 | ПЗ   | Бразилія    | Едуардо Енріке    |
| 97 | НП   | Мартиніка   | Еммануель Рів'єр  |

## Відомі тренери
- Антоніо Кабріні
- Антонелло Куккуредду
- П'єро Пазінаті